# 老河水库
老河水库是中国河南省驻马店市泌阳县境内的一座水库，位于黄溪河上，建于1977年。水库正常库容为590万立方米，集雨面积为40平方千米，海拔为117.44米。